# Fabio Espinosa
Fabio Espinosa (13 juni 1948) is een voormalig profvoetballer uit Colombia, die als middenvelder onder meer speelde voor Deportes Tolima. Hij nam met het Colombiaans voetbalelftal deel aan de Olympische Spelen van 1972 in München, waar de ploeg in de voorronde werd uitgeschakeld na nederlagen tegen Polen en Oost-Duitsland, en een overwinning op Ghana.